# فرنچایز رسانه‌ای
حق‌امتیاز رسانه‌ای (فرنچایز رسانه‌ای) (به انگلیسی: media franchise) یا حق‌امتیاز چندرسانه‌ای (فرنچایز چندرسانه‌ای) (انگلیسی: Multimedia franchise) به یک مجموعه از آثار هنری-سرگرمی مانند فیلم، سریال تلویزیونی، بازی ویدئویی یا غیر ویدئویی، داستان مصور، موسیقی، رمان و غیره گفته می‌شود که همه آنها حول محور یک داستان یا شخصیت‌های آن ساخته شده‌اند. ماتریکس، نابودگر، فضای مرده و هنر جنگ نمونه‌هایی از یک حق‌امتیاز چندرسانه‌ای هستند.